# Дмитроково
Дмитроково (рос. Дмитроково) — село Клинського району Московської області, входить до складу міського поселення Високовськ.
Станом на 2006 рік населення становило 48 осіб, а в 2010 — 89.
Російською — Дмитроково.